# 4-0-systeem

Verschil normaal en 4-0-situatie

Het 4-0 systeem is een tijdelijke omlegging van rijstroken over één baan van een tweebaans-  of vierstrooksweg.
Bij toepassen van het 4-0-systeem komt één baan vrij voor de uitvoering van wegwerkzaamheden. De breedte van de rijstroken voor normaal gebruik van de weg is aangepast aan de ontwerpsnelheid van deze weg. Omdat nu de breedte van de rijstroken moet worden aangepast aan de beschikbare breedte van de baan, is het noodzakelijk de ontwerpsnelheid naar beneden toe aan te passen.

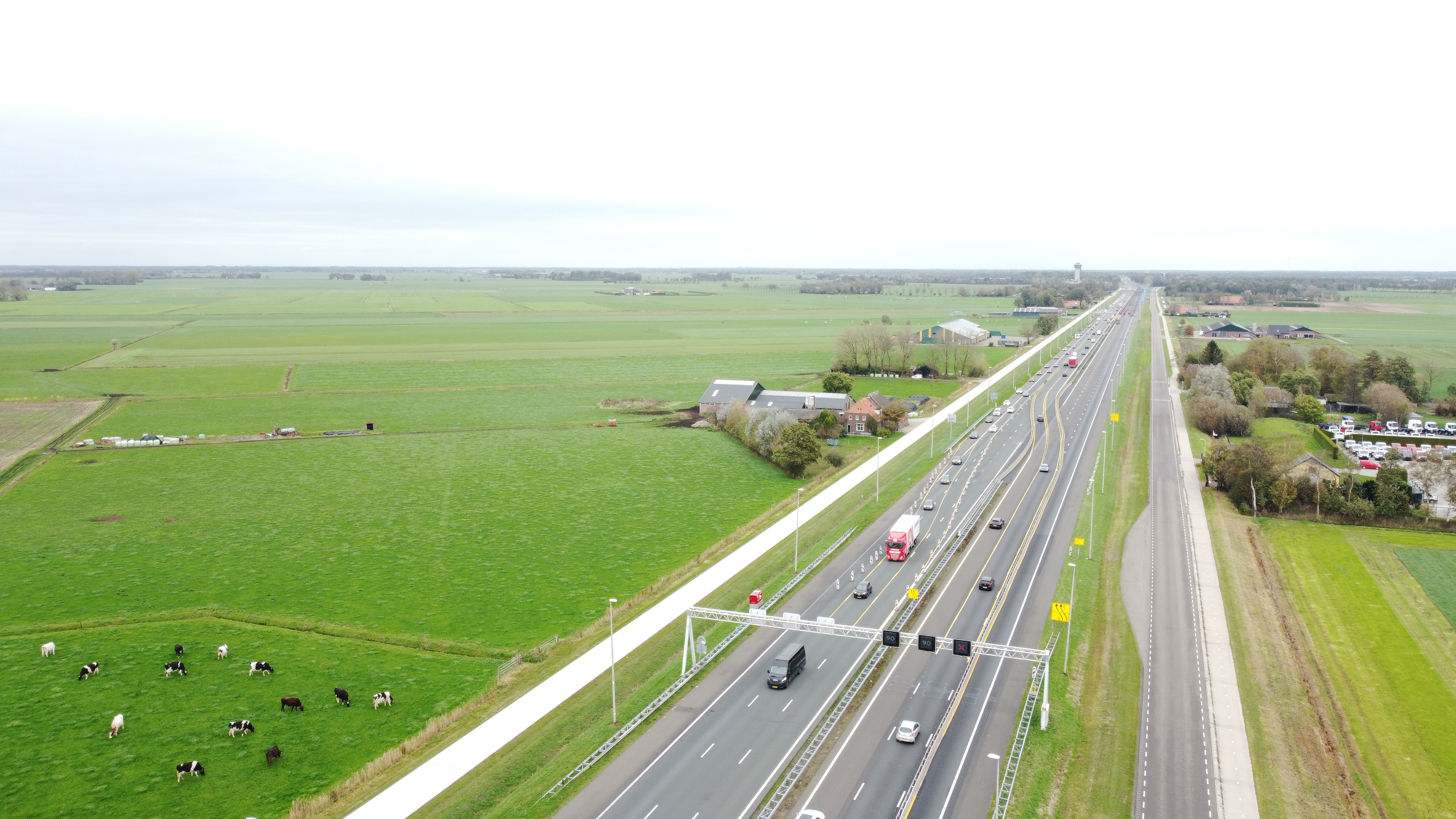
Een Nederlands 4-0 systeem op de A28 nabij Zwolle in het najaar van 2022.

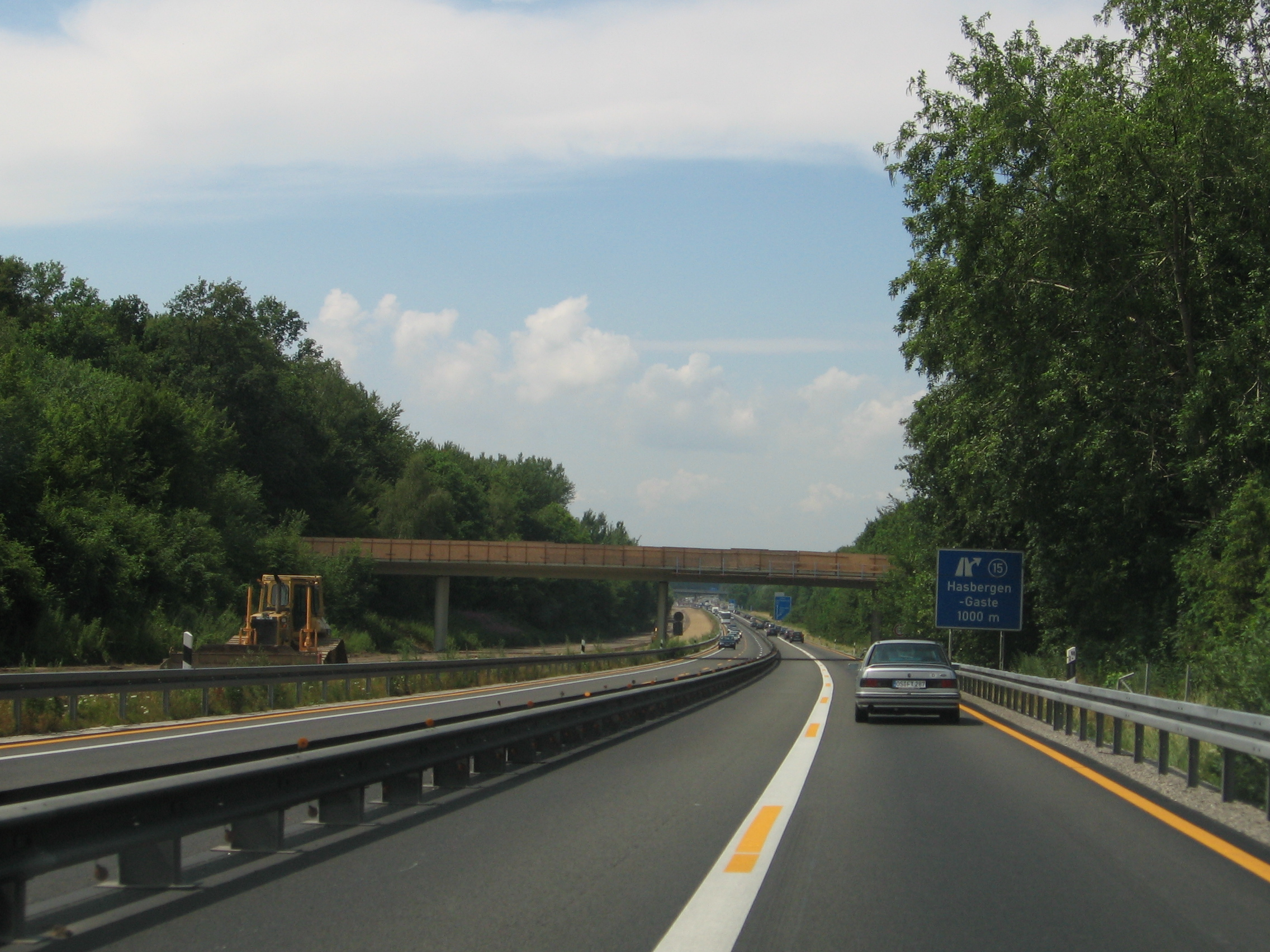
Een 4-0-systeem in de praktijk

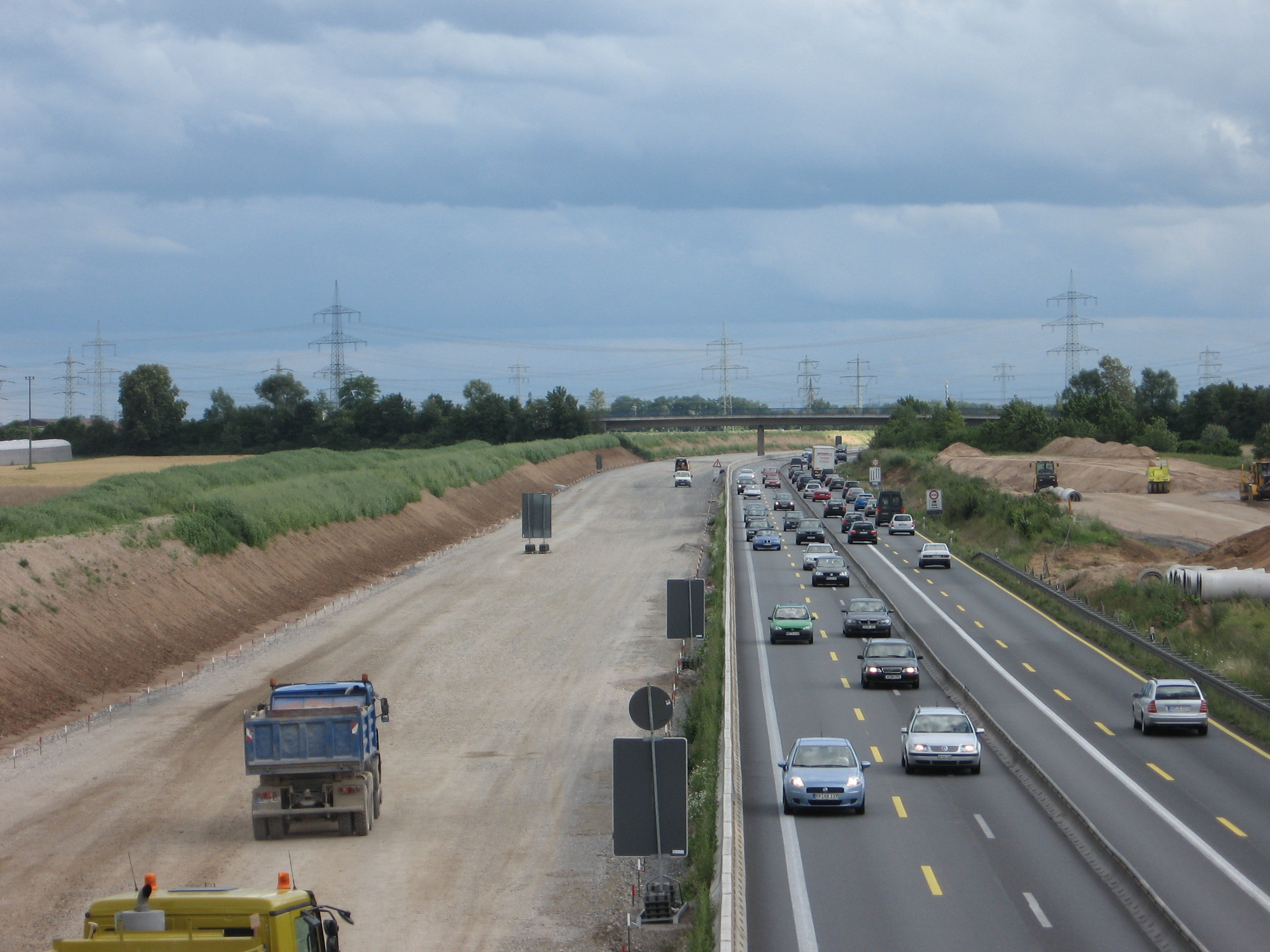
Een 4-0-systeem van bovenaf gezien